# OpenLDAP
OpenLDAP is het Open Source project voor het netwerkprotocol Lightweight Directory Access Protocol (LDAP) een 'directory service'. De software is gelicenceerd onder de OpenLDAP Public License. De software draait zowel op linuxdistributies als op diverse andere besturingssystemen zoals Windows, Mac OS X en Solaris.
Het project is in 1998 begonnen door Kurt Zeilenga en hij vervult nog steeds adviesfuncties en is directeur van de OpenLDAP Foundation.